# Кракс-рогань північний
Кракс-рогань північний (Pauxi pauxi) — вид куроподібних птахів родини краксових (Cracidae).

## Поширення
Вид поширений на заході Венесуели та на півночі Колумбії. Мешкає у субтропічних туманних лісах важкодоступного гірського регіону; зустрічається на висоті від 500 до 2200 метрів над рівнем моря, хоча частіше на висоті від 1000 до 1500 метрів. Віддає перевагу вологим ущелинам, де є густий підлісок, та уникає узліссів.

## Опис
Його довжина близько 92 см при вазі 2650-3750 г. У цього виду можна виділити дві різні форми: у звичайній формі самець і самиця майже ідентичні. Вони мають чорне оперення з зеленуватим відблиском. Пір'я в центрі живота і в нижній частині спини менш блискучі, м'якіші і позбавлені чорних країв. Пір'я на голові та верхній частині шиї не мають зеленого блиску, вони дуже щільні, гнучкі та оксамитові. Нижня частина живота і підхвостові частини чисто білі. Верхню частину черепа увінчає блідо-блакитний шолом у формі інжиру. Очі карі, дзьоб малиновий. Лапки рожевого або тьмяного карміново-червоного кольору. Смиці другої форми мають тьмяну чорну голову і верхню частину шиї. Хвіст ідентичний номінальній формі, але з замшевими кінцями. Решта оперення червонувато-коричневе з тьмяними чорними смугами. Численні пір'я мають сірувато-білі краї. Пір'я в центрі черевця світліше. Нижня частина живота і підхвостові частини білі, як у звичайній формі.

## Спосіб життя
Раціон, в основному, складається з опалих плодів, насіння яких згодом відригує. Також іноді поїдає ніжне листя і пагони, які знаходить у підліску. Годується поодинці, парами або іноді невеликими групами до шести птахів і більше. Ця діяльність відбувається лише в перші години дня або пізно вдень. Сезон гніздування починається в грудні або на початку сезону дощів і закінчується в липні.

## Підвиди
- P. p. pauxi (Linnaeus, 1766) — поширений в центрально-північних і західних районах Венесуели, від гірського хребта Мерида до північного краю Анд в Колумбії;
- P. p. gilliardi Wetmore e Phelps, 1943 — ендемік гірського хребта Сьєрра-де-Періха, по обидва боки кордону між Колумбією та Венесуелою.